# 董扶
董扶 （？年—？年），字茂安，廣漢綿竹人，東漢末年文士，俱事楊厚，與同鄉人任安齊名，學習圖錄讖緯。

## 生平
漢靈帝時期，大將軍何進舉薦董扶，徵召他擔任侍中，相當器重。太常江夏人劉焉看到漢朝王室多難，向靈帝建議：「四方兵寇，由刺史威輕，旣不能禁，且用非其人，以致離叛。宜改置牧伯，選清名重臣以居其任。」本來想求領交阯避禍的劉焉因聽董扶說益州有天子之氣，改向朝廷請求為益州牧。於是劉焉被封陽城侯，前往益州整飭吏治，董扶也擔任蜀郡屬國都尉，一同入蜀。離開京師後一年，靈帝去世，天下大亂，董扶辭官還家。八十二歲時逝世。
後來劉備在益州稱帝，都如同董扶所言，蜀漢丞相諸葛亮問廣漢秦宓董扶的長處。秦宓回答：「董扶褒秋毫之善，貶纖芥之惡。」

## 延伸阅读
[在维基数据编辑]
 《後漢書/卷82下》，出自范晔《後漢書》